# Norman Normal
Norman Normal est une série télévisée d'animation irlando-franco-allemande en 52 épisodes de 26 minutes co-produite par Télé Images Kids, et diffusée de 2000 à 2006 sur France 3.

## Synopsis
Lors d'un soir d'orage, un éclair frappe la maison de Norman et toute sa famille obtient des super-pouvoirs sauf lui. Aujourd'hui, sa famille (le père, la mère, le grand-père, la petite sœur et même le chien) lutte contre l'injustice tandis que Norman essaie de vivre une vie d'adolescent normal.

## Diffusion
En France, la série est diffusée de 2000 à 2006 sur France 3. En Italie, elle est diffusée dès le 13 septembre 2003 sur la chaîne Rai 2.

## Distribution

### Voix françaises
- Donald Reignoux : Norman Stone (1re voix, saison 1)
- Alexis Tomassian : Norman Stone (2e voix, saisons 2 et 3)
- Patrick Préjean : Irwin Stone (le père de Norman), le docteur Wallace Zaza Smooth
- Véronique Augereau : Edith Stone (la mère de Norman)
- Patricia Legrand : Rosie Stone (ou Suzie dans certains épisodes), Madame Spits
- Chérif Ezzeldin : Georges le chien
- Jean-Claude Donda : l'Arnaqueur, M. Mitzonine, le grand-père de Norman, Boris, voix additionnelles
- Françoise Pavy : Mme Charmant
- Philippe Peythieu : M. Charmant, Bella, l'ordinateur du docteur Smooth
- Karinne Martin : Jenny
- Charlyne Pestel : Pamela, voix additionnelles
- Valérie Siclay : Anna (épisode La Nuit des nains de jardin)
- Clara Finster, Michel Vigné, Ludovic Russier, Jessica Barrier, Martial Le Minoux, Nathalie Homs, Jean-Christophe Brétignière, Olivia Dutron : voix additionnelles

 Source et légende : version française (VF) sur RS Doublage

## Épisodes

### Saison 1 (2000)
1. La Revanche du Culture Man
2. Surprise partie
3. SOS Bébé
4. Bague à part
5. Norman président
6. Le Souffre-douleur
7. Pour le meilleur et le Shakespeare
8. Otage ! ô désespoir
9. Les Copains d'abord
10. Héros d'un jour
11. La Guerre des boutons
12. Insectes en folie
13. La Nuit des nains de jardin
14. Signé Norman
15. Norman Super Star
16. Chaud devant
17. En Tout bien tout odeur
18. Roulez Jeunesse
19. Mauvaise Fréquentation
20. L'École est finie
21. Trou de Mémoire
22. La Grande Invasion
23. La Fiancée du Culture Man
24. Le Petit Monstre
25. La Loi de la jungle
26. Le Scoop du siècle

### Saison 2 (2003)
1. Clones à gogo
2. Culture Express
3. Norman charmant
4. Télé-cauchemar
5. Gamineries
6. Chantage
7. Une Toile est née
8. Norman contre le cyberguerrier
9. Une famille pas comme les autres
10. Les meilleurs ennemis
11. Au fou !
12. Pot de colle
13. Rébellionv
14. Norman mène l’enquête
15. Fan au bord de la crise de nerfs
16. Pas de deux
17. Super Norman
18. Singeries
19. Toute la vérité, rien que la vérité
20. Poule mouillée
21. Travail de sape
22. Remue-méninges
23. Soap qui peut
24. Bête de scène
25. Chienne de vie
26. Y'a pas de sot métier

### Saison 3 (2006)
1. Aspigirl
2. L'empire de la terreur
3. C'est le monde à l'envers
4. Norman se fait tout petit
5. Interdit aux plus de 18 ans
6. Zombie Remix
7. Coupe de jeune
8. Un métier de chien
9. Allô ? La Terre ne répond plus
10. Chien sans collier
11. Un ami encombrant
12. Petits boulots
13. Jerry

## Adaptations
La série est adaptée et publiée en format DVD sous forme de saga.
La sortie d'un jeu vidéo, provisoirement intitulé Norman Normal - Save the Green Planet, prévu sur PC et Xbox par Rockstar Games et Nickelodeon avant les années 2000, est repoussée puis finalement annulée. Plus tard, ce jeu est de nouveau annoncé en 2024, et sorti sur Nintendo Switch en Amérique, en Europe, en Asie, en Océanie et en Afrique la même année.